# Hatuey

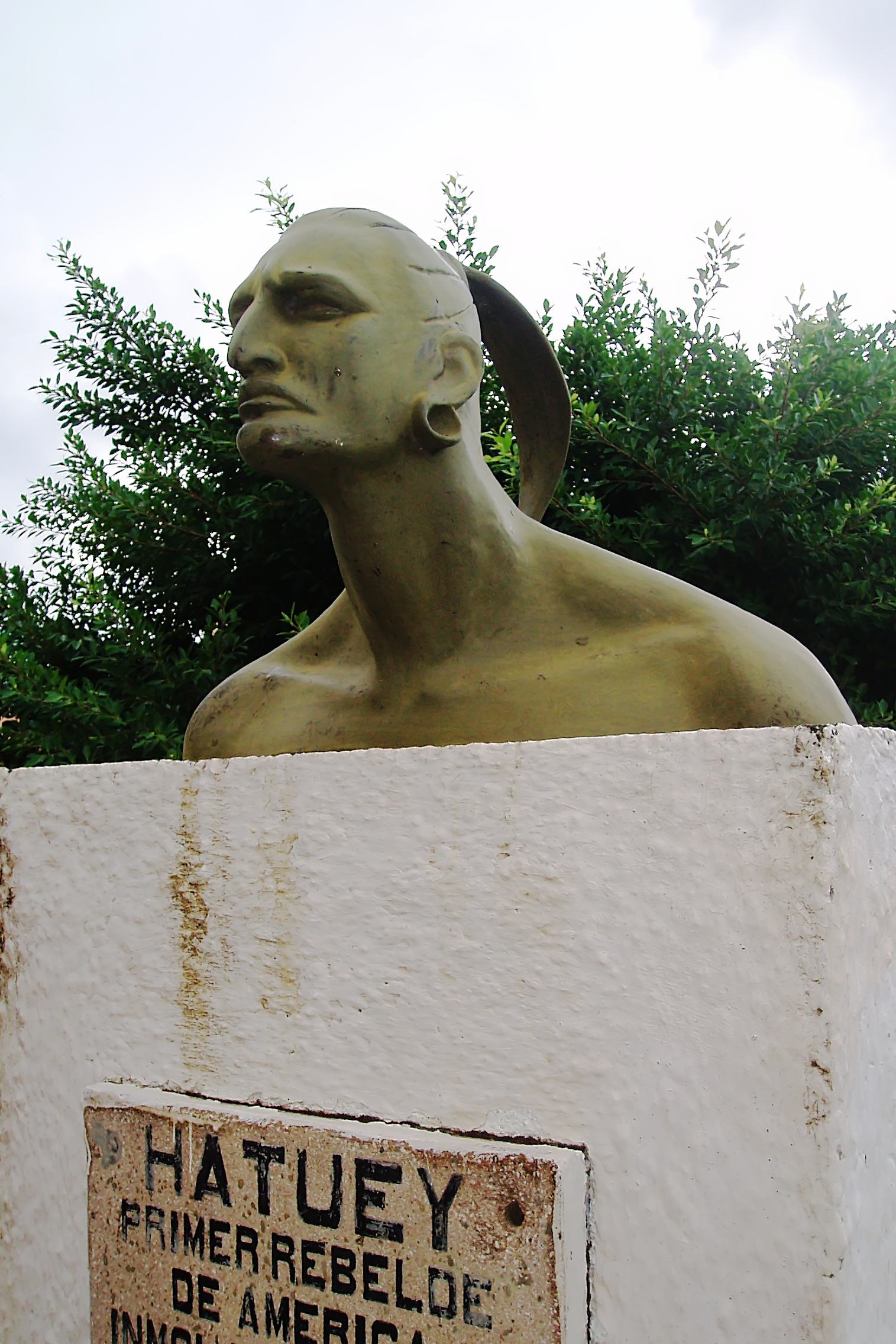
Monument a Baracoa: Hatuey

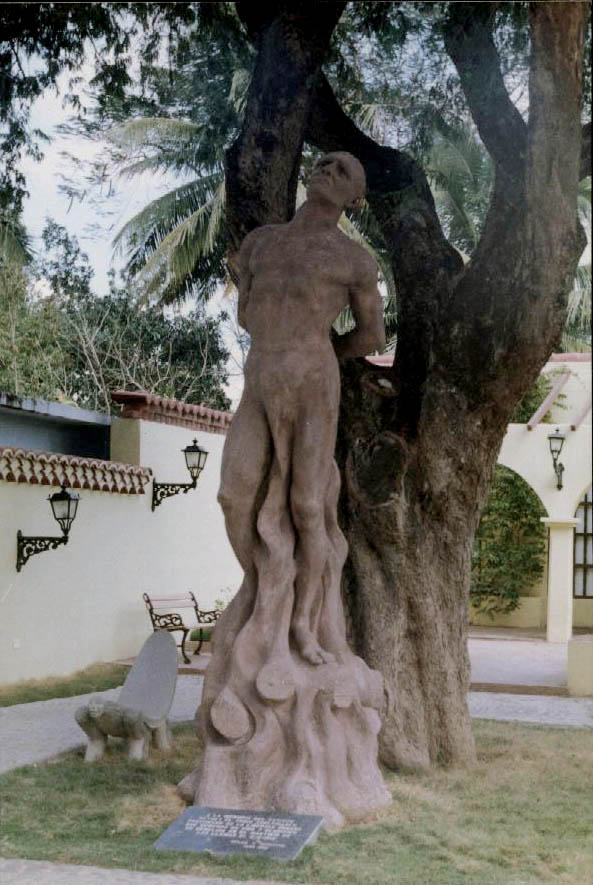
Monument del cabdill taïno Hatuey a la ciutat de Yara, a costat d'un tamarinde plantat el 1907.

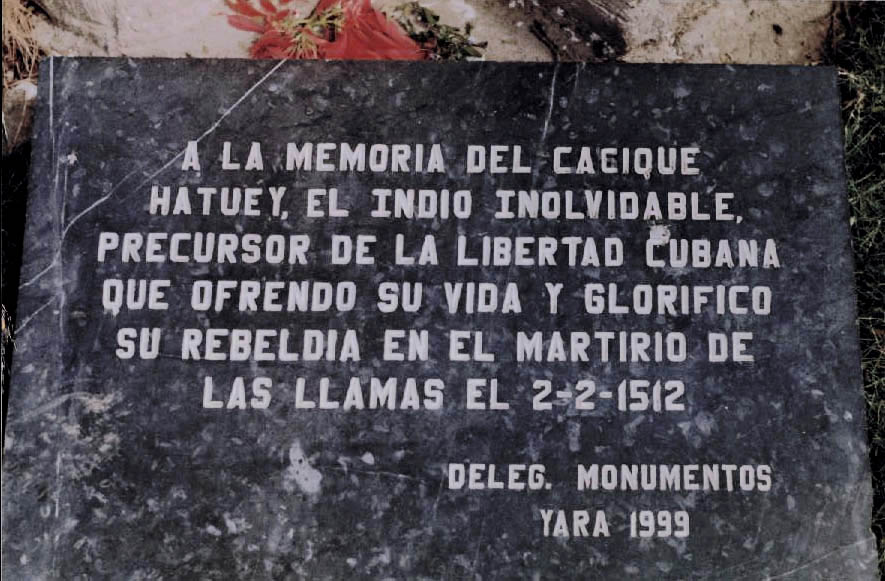
Placa al peu del monument

Hatuey (Hispaniola, data desconeguda - Yara, Cuba, 2 de febrer de 1512) va ser un cabdill dels taïnos. Va ser el primer rebel contra el colonialisme al Nou Món en comandar un grup de nadius en la lluita contra els invasors espanyols que el van condemnar a morir a la foguera. Per aquest motiu a Cuba se'l considera el «primer heroi de la nació cubana».

## Història
El 1511 el conqueridor espanyol Diego Velázquez va emprendre viatge des de l'illa de la Hispaniola (actualment repartida entre la República Dominicana i Haití) cap a Cuba. Abans hi havia arribat el cabdill taïno Hatuey, que havia fugit amb quatre-cents indígenes de l'illa Hispaniola cap a Cuba per tal de prevenir els seus habitants de la presència dels espanyols i animar-los a unir-se a ell per lluitar contra els invasors. El frare Bartolomé de las Casas, crític amb l'aniquilació i el menyspreu a la humanitat dels indígenes per part dels espanyols i que en aquell temps va estar tant a l'illa Hispaniola com a Cuba, atribueix a Hatuey les paraules que hauria dit mentre mostrava or als cubans:
| « | Aquest és el Déu que adoren els espanyols. Per això lluiten i maten, per això ens persegueixen i és per això que els hem de llençar al mar... Ens diuen, aquests tirans, que adoren un Déu de pau i d'igualtat, però usurpen les nostres terres in ens fan els seus esclaus. Ens parlen d'una ànima immortal i de les seves recompenses i càstigs eterns, però roben les nostres pertinences, sedueixen les nostres dones i violen les nostres filles. Incapaços d'igualar-nos en valor, aquests covards es cobreixen de ferro que les nostres armes no poden travessar. | » |

La majoria dels cubans no van fer cas dels advertiments que Hatuey els feia i pocs es van afegir a la seva lluita. Hatuey aplicà tècniques de guerrilla i obligà els espanyols a replegar-se al fort de Baracoa. Els espanyols aconseguiren capturar Hatuey, el lligaren a un pal i el cremaren viu. Bartolomé de las Casas explica de primera mà que un frare s'acostà a Hatuey abans de l'execució i li oferí convertir-se al cristianisme per tal d'anar al cel. Hatuey li va demanar on anaven els espanyols després de morir, i en dir-li el frare que els espanyols anaven al cel, Hatuey hauria dit que ell no volia anar amb homes tan cruels i s'estimava més anar a l'infern.

## Llegat
- Ciutat cubana de Hatuey, al sud de Sibanicú, a la província de Camagüey, anomenada en honor de l'heroi rebel.
- En honor de Hatuey també s'ha anomenat una cervesa pale ale fabricada per Bacardí i des dels anys 1990 distribuïda als Estats Units d'Amèrica. Originalment, es tractava d'una cervesa lager fabricada per la Cerveseria Modelo a Santiago de Cuba.[4][5]
- La pel·lícula d'Icíar Bollaín filmada a Bolívia el 2010, También la lluvia, on s'hi fa referència.[6]